# 盧夫斯·塞維爾
盧夫斯·塞維爾（英語：Rufus Sewell，/ˈsjuːəl/，1967年10月29日—），英國男演員，曾出演過多部電影和電視劇，其電影作品包括《卡林顿》、《哈姆雷特》、《威尼斯之女》、《極光追殺令》、《騎士風雲錄》、《蒙面俠蘇洛2: 不朽傳奇》、《魔幻至尊》、《奇異恩典》、《戀愛沒有假期》、《巴黎我愛你》、《朱迪》與《困在时间里的父亲》等，電視劇作品包括《米德尔马契》、《一戰往事》、《維多利亞》、《高堡奇人》與《漫才梅索太太》等，另外還有若干戲劇作品，曾在《搖滾》飾演Jan一角而獲2008年托尼獎最佳演員提名。

## 獲獎
| 年份 | 獎項             | 類別                               | 作品                 | 結果 |
| ---- | ---------------- | ---------------------------------- | -------------------- | ---- |
| 1994 | 劳伦斯·奥利弗奖  | 劳伦斯·奥利弗奖最佳配角            | 阿卡迪亞             | 提名 |
| 1998 | 伦敦影评人协会   | 伦敦影评人协会獎年度最佳英國配角   | 玛莎搭上三个男人     | 提名 |
| 2006 | 英國電視學院獎   | 最佳男主角                         | 莎士比亚重现：馴悍記 | 提名 |
| 2006 | 倫敦標準晚報獎   | 最佳演員                           | 搖滾                 | 獲獎 |
| 2007 | 劳伦斯·奥利弗奖  | 最佳演員                           | 搖滾                 | 獲獎 |
| 2008 | 托尼獎           | 最佳演員                           | 搖滾                 | 提名 |
| 2008 | 戏剧桌奖         | 戏剧桌奖傑出演員                   | 搖滾                 | 提名 |
| 2008 | 戲劇聯盟獎       | 傑出演出                           | 搖滾                 | 提名 |
| 2016 | 评论家选择电视奖 | 评论家选择电视奖電視劇最佳配角     | 高堡奇人             | 提名 |
| 2019 | 黃金時段艾美獎   | 黃金時段艾美獎喜劇類最佳男客串演員 | 漫才梅索太太         | 提名 |

## 外部連結
- 盧夫斯·塞維爾的X（前Twitter）
- 盧夫斯·塞維爾在互联网电影资料库（IMDb）上的資料（英文）
- 盧夫斯·塞維爾在豆瓣上的资料（简体中文）
- Rufus Sewell （页面存档备份，存于） on the British Film Institute
- Rufus Sewell news and commentary （页面存档备份，存于） on  The Guardian